# Aztreonam
Aztreonam is een synthetisch monobactam antibioticum. Het wordt gebruikt om infecties tegen te gaan en wordt intraveneus of intramusculair toegediend. Het is werkzaam tegen een breed spectrum van gram-negatieve bacteriën, waaronder Pseudomonas aeruginosa, Escherichia coli, Citrobacter en andere Enterobacter-soorten. Het is zeer weinig gevoelig voor sommige bètalactamasen. Het kan gebruikt worden bij patiënten die allergisch zijn voor penicilline.
Aztreonam werd ontwikkeld door E.R. Squibb & Sons (tegenwoordig Bristol-Myers Squibb), en werd oorspronkelijk geïsoleerd uit de bacterie Chromobacterium violaceum. Het wordt onder de merknaam Azactam verdeeld door Elan Biopharmaceuticals. De octrooibescherming is in oktober 2005 verlopen.
De stof is opgenomen in de lijst van essentiële geneesmiddelen van de WHO